# 許阿桂
許阿桂（1947年—1997年2月18日），高雄鼓山區人，曾任臺灣臺北地方法院檢察署檢察官，因偵辦華隆案，成為臺灣司法改革運動的代表人物，因此又被稱為「忍者桂」，最終不幸罹患癌症過世。

## 生平

### 家庭背景
許阿桂丈夫為師大教授廖添富博士，育有兩個女兒。

### 公職生涯
1968年畢業於臺灣大學法律系，與蘇貞昌、洪蘭是同學。
許阿桂於大學畢業後返回高雄三民國中任教三年，後任職書記官及國稅局稅務專員。
1981年通過司法官特考和律師高考，擔任過桃園、新竹、士林分院檢察官，最後任職於台北地方法院檢察署。
1992年獲傑出司法官「天秤獎」。

### 偵辦華隆案
1990年12月14日，股票上市公司華隆公司向證管會申報，出售名下所持有國華人壽公司股票500萬股，承接股票者為張家宜及游顯德，這次持股轉讓事件，經記者披露華隆集團賤賣股票之交易對象張家宜，竟是時任交通部長張建邦之女，且擔任淡江大學行政副校長乙職，而游顯德則是淡江大學的建築研究所副教授，在報導揭露華隆集團疑似官商勾結，利益輸送之後，北檢由許阿桂檢察官負責偵查此案，此案後來被稱為「華隆案」。華隆案起訴後，許阿桂遭受來自政治界的強大壓力，也遭到監察院提案彈劾，但許阿桂仍然堅持偵辦華隆案。
華隆案至一審上訴，經歷年餘，阿桂先後遭受102位立委施壓，但她均不為所動，秉執司法良心堅決辦案。後不幸因羈押程序出了瑕疵，立刻有監委張文獻、洪俊德十萬火急提案彈劾，監察院以六票對四票通過。公懲會給予記過、降薪的處分。許阿桂受此打擊，卻依然艱苦奮鬥，即便這期間許阿桂獲得甚多有力人士的承諾，願提供人力、財力助她競選公職，但她始終不為所動，再三懇辭。她僅期盼以一己之力，喚回司法公義之一線曙光。
當華隆案的調查如火如荼展開之時，許阿桂身體卻出現了異狀，有了嘔吐暈眩狀況，她一直拖著病情直到華隆案的進度稍有斬獲才前去就醫，才發現已罹患卵巢癌。與病魔纏鬥三年，最終與世長辭。

## 許阿桂條款
臺灣刑事訴訟法第323條原規定，檢方知有自訴時，應停止偵查，將案件移送法院。於許阿桂偵辦「華隆集團炒作股票案」時，華隆案「嫌犯」依本條規定違法提起自訴（提起自訴者應為被害人而非嫌犯），逼迫許阿桂停止偵查之情事，惟許阿桂認為自訴不合法而拒絕停止偵查，致生爭議。惟，法務部以「無論是否合法，都必須停止偵查」之荒謬說法下令停止偵查並將許阿桂移送公懲會記大過。其後，許阿桂自行偵查，傳言當時計程車免費載許阿桂四處辦案，並以此為榮。此案一度引發學生走上街頭抗議。法務部之合法、違法都要停止偵查之見解也在日後遭法院推翻。
後立法院於2000年2月9日將本條規定修正為：「同一案件經檢察官依第228條規定開始偵查者，不得再行自訴。」，改採「公訴優先原則」，以杜爭議。因此，此條規定又被稱為「許阿桂條款 」。